# Efim Geller
Efim Geller (ukrainisch Ефим Геллер, wiss. Transkription Efim Geller, auch russisch Ефим Петрович Геллер, wiss. Transliteration Efim Petrovič Geller; * 2. März 1925 in Odessa; † 17. November 1998 in Moskau) war ein sowjetischer Schachgroßmeister.

## Leben

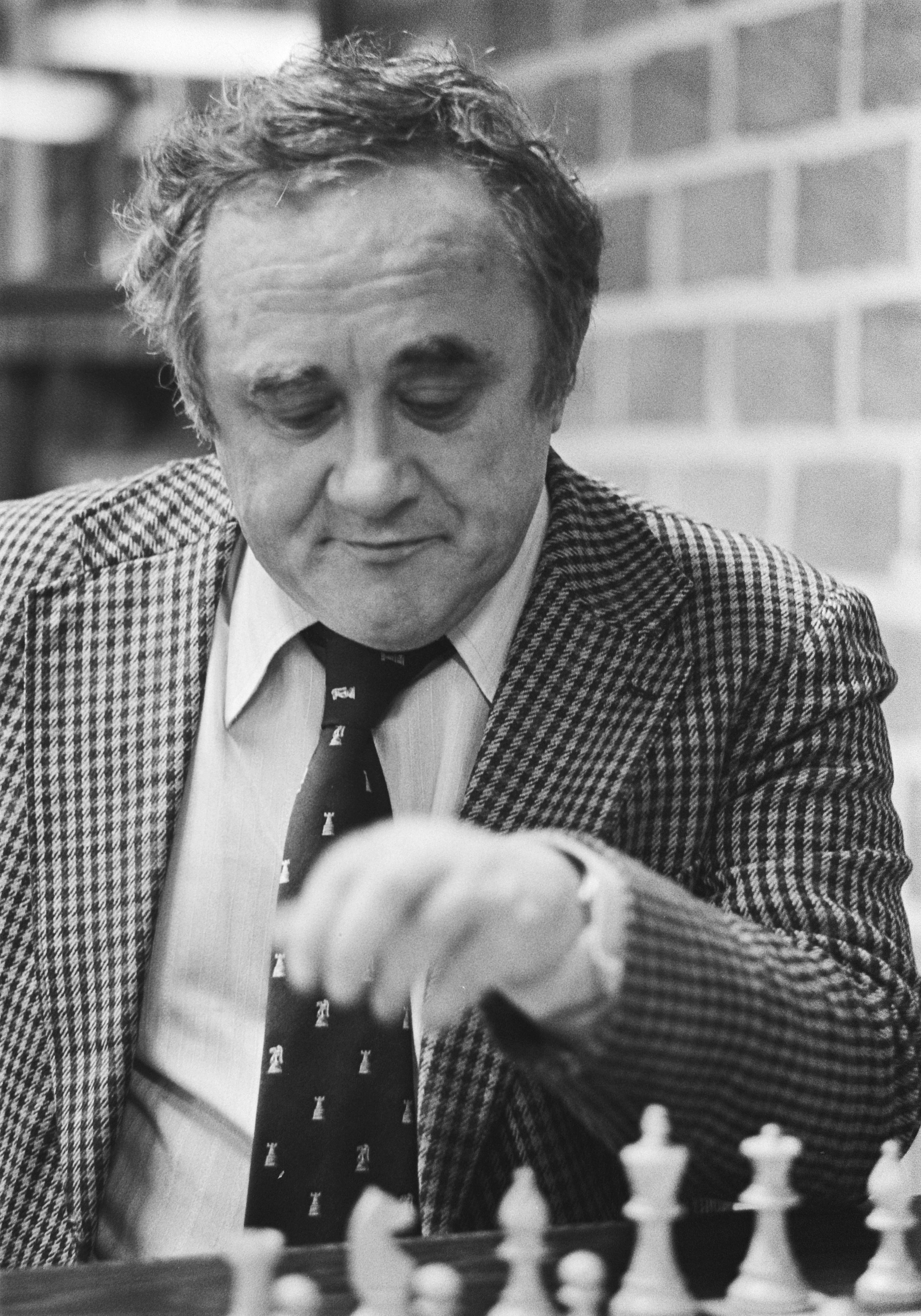
Efim Geller, 1977

Efim Geller, ein promovierter Wirtschaftswissenschaftler, fand relativ spät zum Schach, seine Leidenschaft lag angeblich zuvor im Basketball. Zu Beginn der 1950er Jahre machte er die Schachwelt auf sich aufmerksam. 1949 gewann er in Tiflis das Halbfinale zur UdSSR-Meisterschaft, im gleichen Jahr teilte er sich bei der UdSSR-Meisterschaft den 3. und 4. Platz. 1951 teilte er den 2. und 3. Platz bei der Landesmeisterschaft und wurde vom UdSSR-Schachverband zum Interzonenturnier nach Stockholm 1952 entsandt. Sein vierter Platz bei diesem Turnier qualifizierte ihn zum Kandidatenturnier 1953 in Zürich und Neuhausen. Sein 7. Platz bei diesem Turnier war ehrenwert. 1955 wurde er erstmals UdSSR-Meister. 1956 war er nochmals Teilnehmer beim Kandidatenturnier in Amsterdam, wo er geteilter 3. bis 7. wurde.
1962 wurde Geller hinter Bobby Fischer beim Interzonenturnier in Stockholm Zweiter, gemeinsam mit dem späteren Weltmeister Tigran Petrosjan. Beim nachfolgenden Kandidatenturnier in Curaçao teilte er Platz 2 und 3 – in diesem Turnier gelang ihm ein positives Ergebnis gegen Robert James Fischer: (+2 =1 −1). Auch im nächsten Zyklus gelangte Geller zu den Kandidaten. 1965 (das Reglement war geändert worden – man spielte nun Wettkämpfe anstelle eines großen Turniers) besiegte er im Viertelfinale Ex-Weltmeister Wassili Smyslow mit 5,5:2,5, doch unterlag er im Halbfinale Boris Spasski, dem nachmaligen Herausforderer des Weltmeisters, mit 2,5:5,5. 1968 unterlag er dem späteren Weltmeister Boris Spasski bereits im Viertelfinale mit 2,5:5,5. Er qualifizierte sich auch 1970 durch seinen 3. Platz im Interzonenturnier in Palma für die Kandidatenkämpfe, doch scheiterte er auch diesmal bereits im Viertelfinale. Viktor Kortschnoi besiegte ihn 5,5:2,5. Dies war sein letzter Versuch, unter die Kandidaten für den Weltmeisterthron zu gelangen. 1972 sekundierte er Boris Spasski bei dessen Titelverteidigung gegen Robert James Fischer. Im Jahre 1979 wurde er zum zweiten Mal UdSSR-Meister, diesmal vor Jussupow, Balaschow und Kasparow.

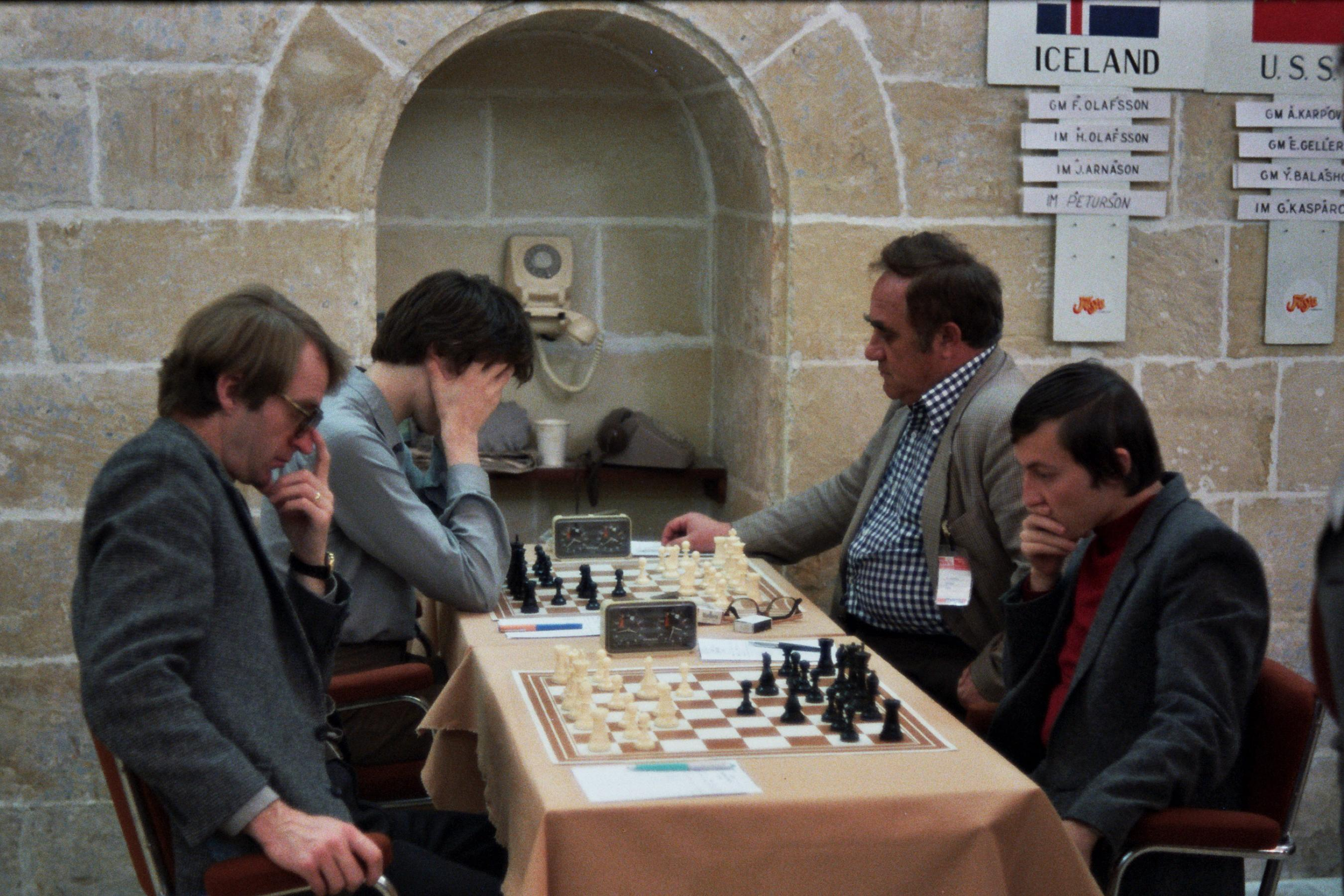
Geller und Karpow, Schacholympiade 1980 Kampf gegen Island (links Friðrik Ólafsson)

Geller ist in die Schachgeschichte eingegangen als der Spieler, der eine positive Bilanz gegen die Weltmeister Michail Botwinnik (+4 =6 −1),  Wassili Smyslow (+11 =37 −8), Tigran Petrosjan (+6 =36 −3) und Bobby Fischer (+5 =2 −3) aufweist, sowie in Summe gegen alle Weltmeister zusammen. Achtmal nahm er an Interzonenturnieren teil, siebenmal gewann er mit der UdSSR bei Schacholympiaden die Goldmedaille. 1979 gewann er als 54-Jähriger die UdSSR-Meisterschaft; vorher war dies keinem Spieler über 50 Jahre gelungen. Auch bei Mannschaftswettkämpfen glänzte Geller. Sieben Mal gewann er mit der Mannschaft der UdSSR die Goldmedaille bei Schacholympiaden (1952, 1954, 1956, 1962, 1968, 1970 und 1980), also in einem Zeitraum von 28 Jahren. Er selbst gewann dreimal eine Gold- und zweimal eine Silbermedaille für sein Einzelergebnis. Außerdem gewann Geller mit der sowjetischen Mannschaft die Mannschaftseuropameisterschaften 1961, 1970, 1973, 1977, 1980 und 1983, wobei er bei fünf dieser sechs Wettbewerbe außerdem die Einzelwertung an seinem Brett gewann. Beim Wettkampf UdSSR gegen den Rest der Welt spielte er 1970 am fünften Brett der sowjetischen Mannschaft und besiegte Svetozar Gligorić mit 2,5:1,5. In der sowjetischen Vereinsmeisterschaft spielte er 1952 für Nauka, zwischen 1961 und 1982 insgesamt achtmal für die Armeeauswahl (darunter siebenmal am Spitzenbrett), mit der er 1966 sowjetischer Vereinsmeister wurde und 1986 (unter der Bezeichnung ZSKA Moskau) den European Club Cup gewann. Michail Tal äußerte einmal die Ansicht, dass Geller ein bedeutend besseres Ergebnis in seiner Karriere erzielt hätte, wenn der Zweite Weltkrieg nicht dazwischen gekommen wäre (was wohl auch auf Keres zutrifft).
Gellers letzte Elo-Zahl war 2455, seine beste Elo-Zahl von 2620 erreichte er 1976. Vor Einführung der Elo-Zahlen war seine beste historische Elo-Zahl 2765. Diese erreichte er im August 1963. Im Jahr 1963 lag er zeitweilig auf Platz 2 der Weltrangliste.
1989 gewann Geller das Großmeisterturnier der Dortmunder Schachtage. 1992 wurde Geller Weltmeister der Senioren.

## Partiebeispiel
|   | a | b | c | d | e | f | g | h |   |
| 8 |   |   |   |   |   |   |   |   | 8 |
| 7 |   |   |   |   |   |   |   |   | 7 |
| 6 |   |   |   |   |   |   |   |   | 6 |
| 5 |   |   |   |   |   |   |   |   | 5 |
| 4 |   |   |   |   |   |   |   |   | 4 |
| 3 |   |   |   |   |   |   |   |   | 3 |
| 2 |   |   |   |   |   |   |   |   | 2 |
| 1 |   |   |   |   |   |   |   |   | 1 |
|   | a | b | c | d | e | f | g | h |   |

In der folgenden Partie besiegte Geller mit den schwarzen Steinen im Turnier von Monte-Carlo 1967 den späteren Weltmeister Fischer.
Fischer–Geller 0:1
Monte-Carlo, 4. April 1967
Sizilianische Verteidigung (Najdorf-Variante), B97
1. e4 c5 2. Sf3 d6 3. d4 cxd4 4. Sxd4 Sf6 5. Sc3 a6 6. Lg5 e6 7. f4 Db6 (Geller wählt die scharfe Bauernraubvariante) 8. Dd2 Dxb2 9. Tb1 Da3 10. f5 Sc6 11. fxe6 fxe6 12. Sxc6 bxc6 13. e5 Sd5 14. Sxd5 cxd5 15. Le2 dxe5 16. 0–0 Lc5+ 17. Kh1 Tf8 18. c4 Txf1+ 19. Txf1 Lb7 20. Lg4 dxc4 21. Lxe6 Dd3 22. De1 Le4 23. Lg4 Tb8 24. Ld1 Kd7 25. Tf7+ Ke6 0:1

## Wissenswertes aus seiner Karriere
- 1948 gewann der damals unbekannte Geller bei der sowjetischen Mannschaftsmeisterschaft für die Ukraine alle sechs Partien.
- 1952 erhielt er für seinen Erfolg in Budapest den Großmeister-Titel.[12]
- Beim Interzonenturnier 1955 in Göteborg widerlegte er (fast gleichzeitig mit Paul Keres und Spasski) eine von argentinischen Meistern vorbereitete Zugfolge in der Najdorf-Variante; dieses Abspiel heißt seitdem die Göteborger Variante.